# Danaus chrysippus
Danaus chrysippus är en fjärilsart som först beskrevs av Carl von Linné 1758.  Danaus chrysippus ingår i släktet Danaus och familjen praktfjärilar. Inga underarter finns listade i Catalogue of Life.

## Bildgalleri

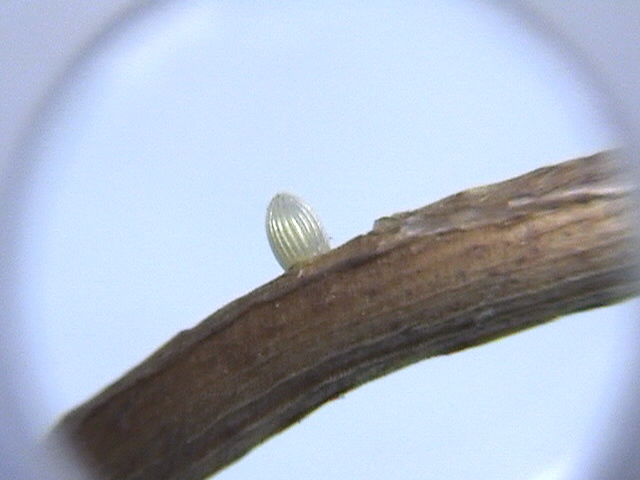
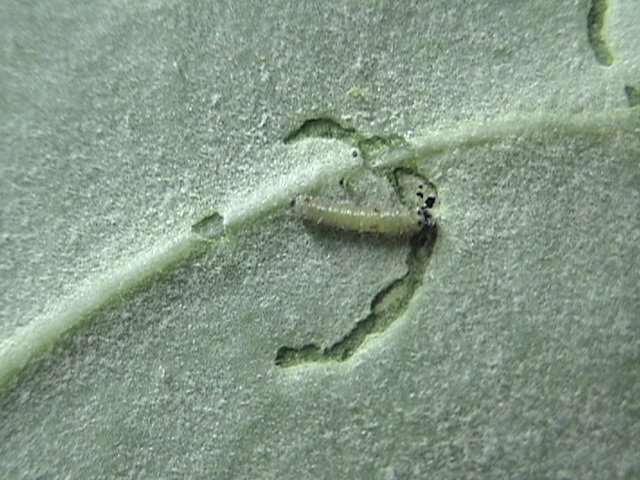
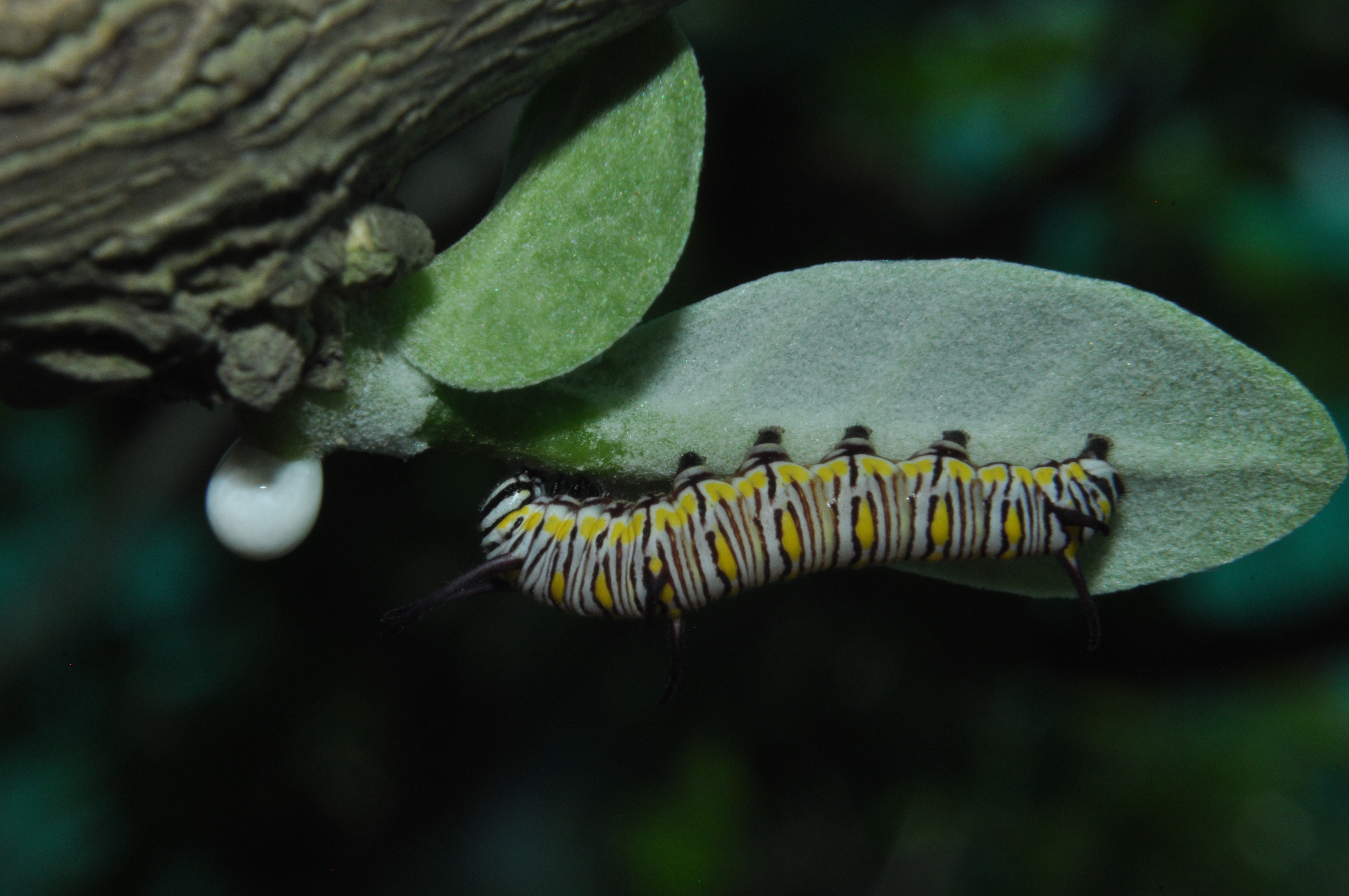
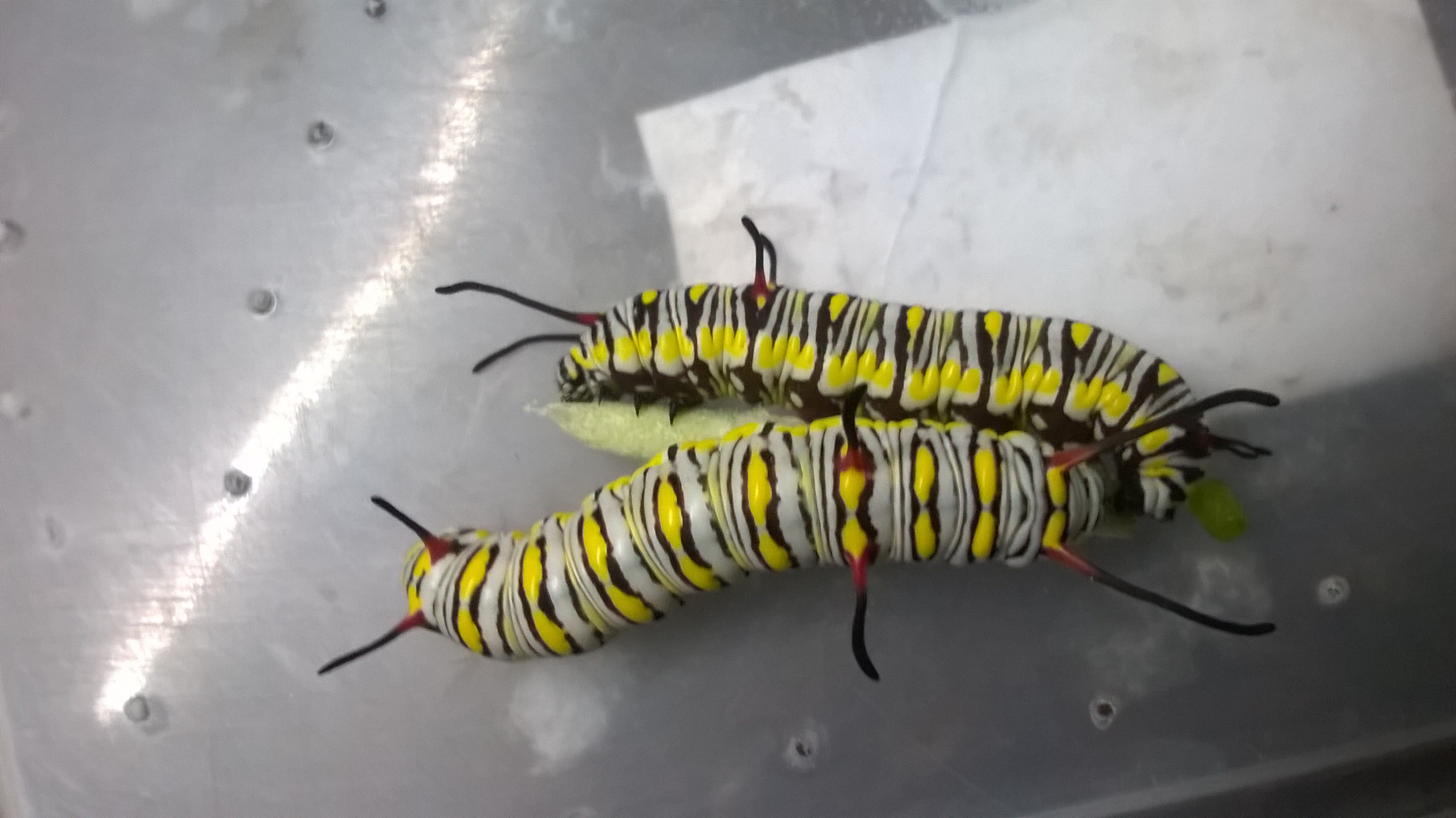
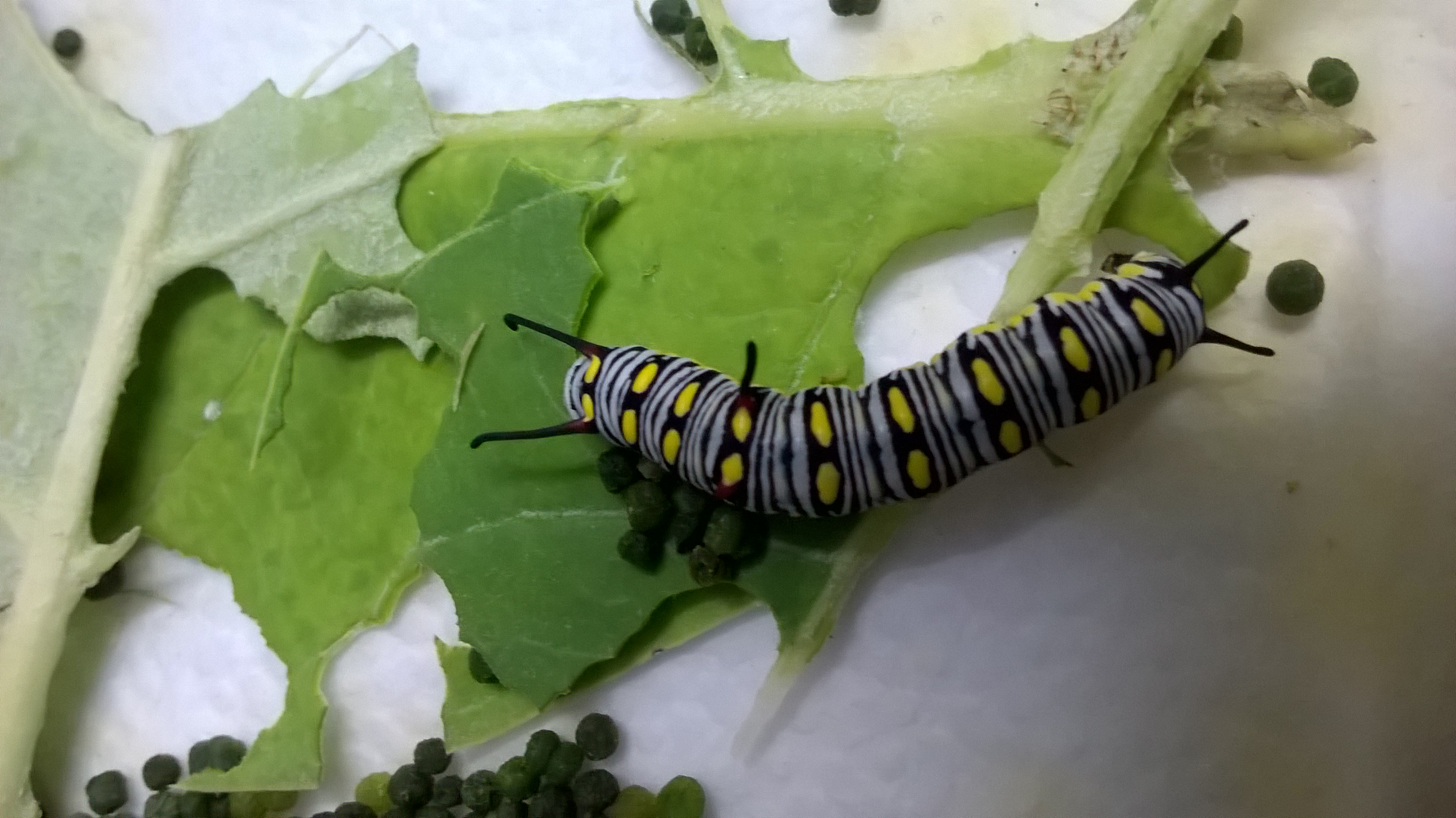
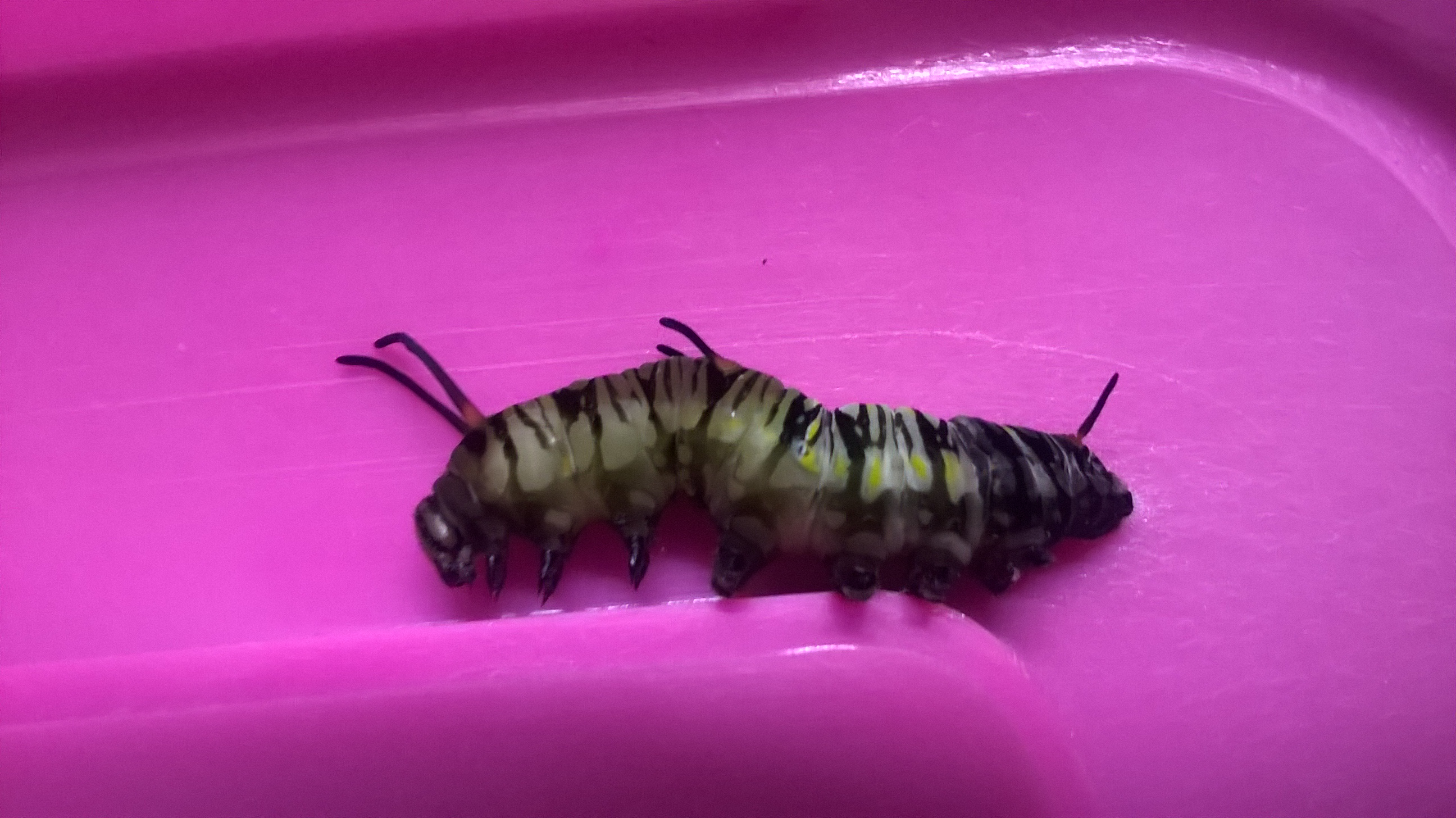
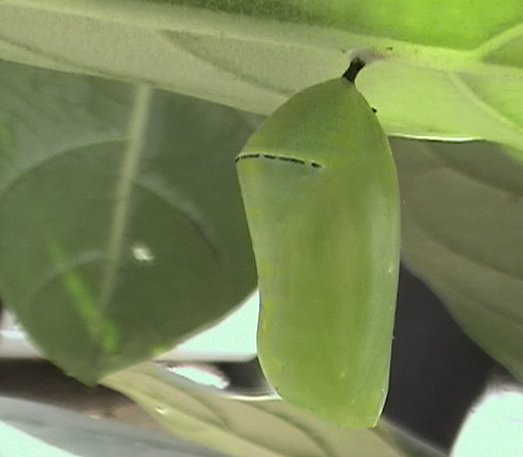
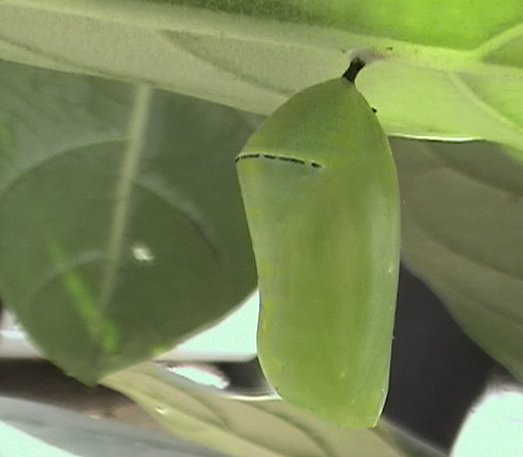
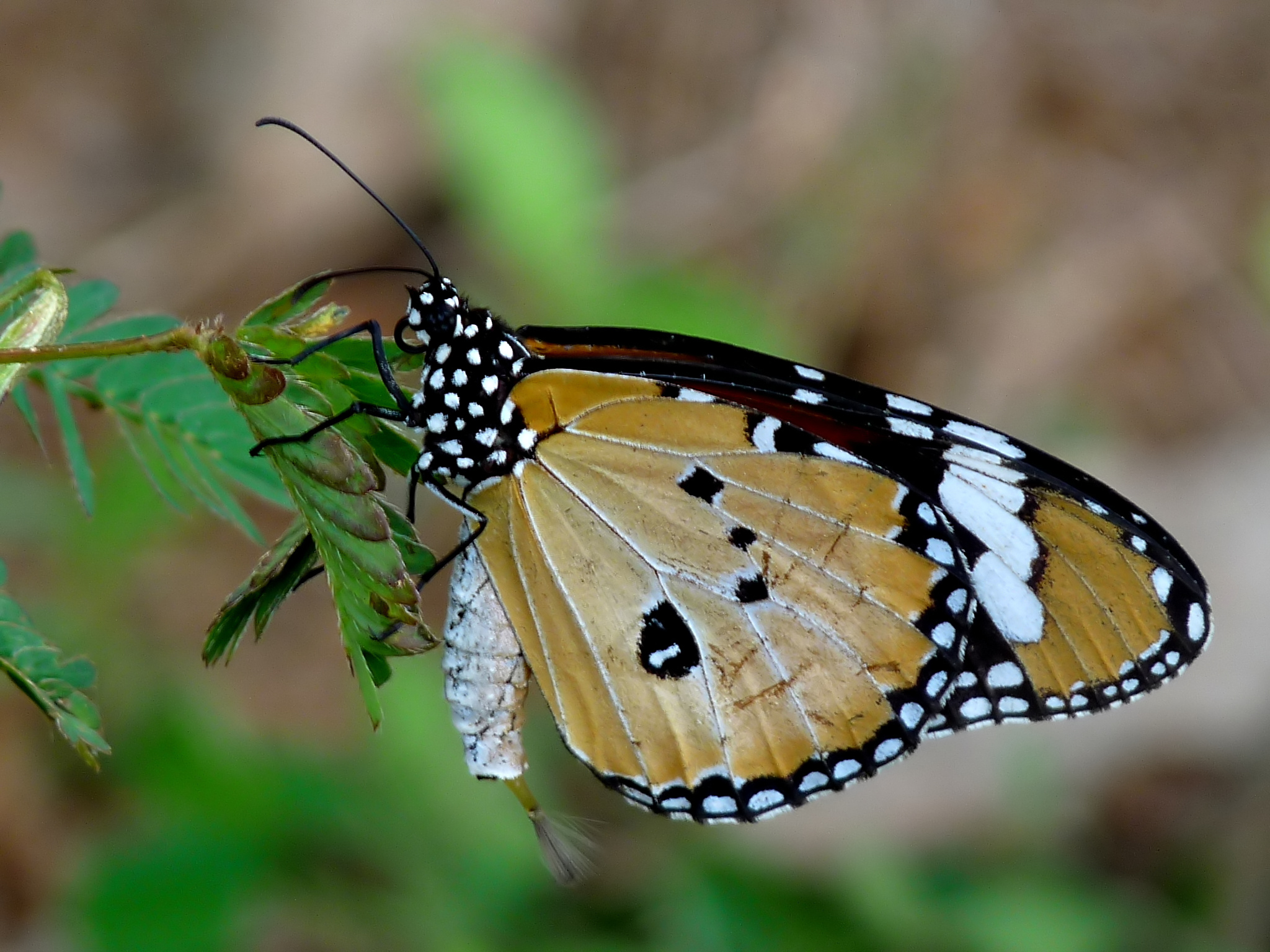
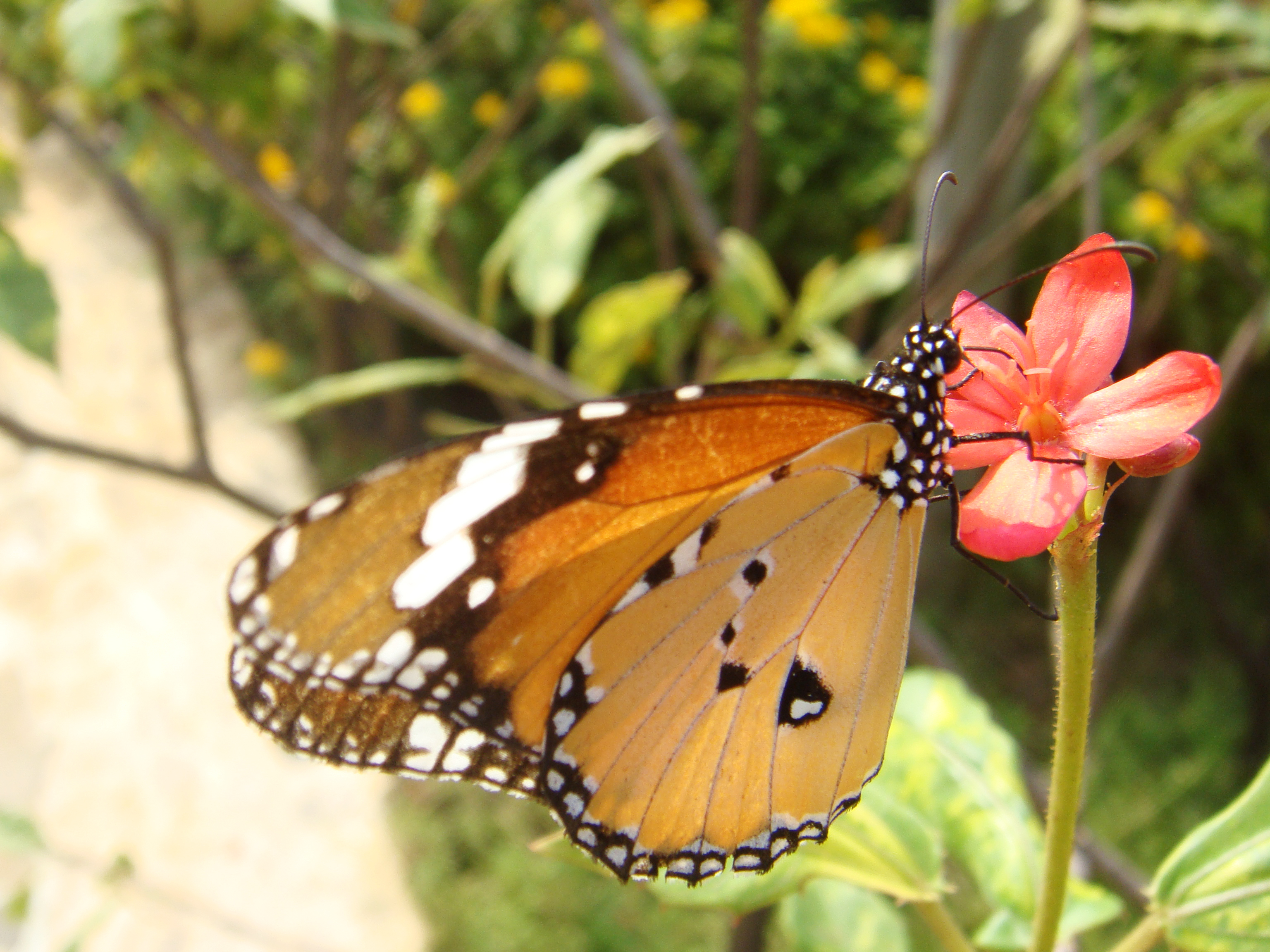
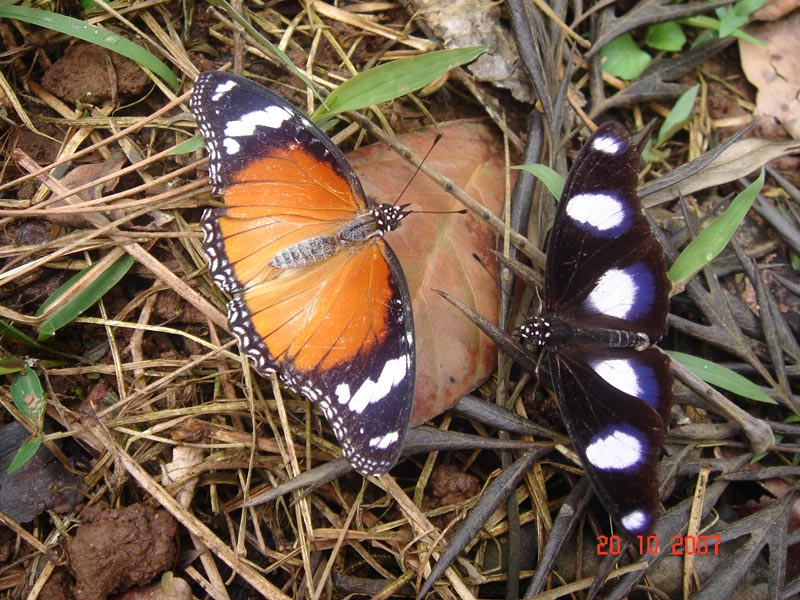
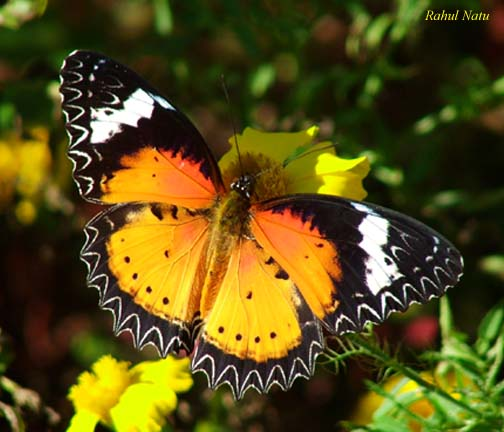
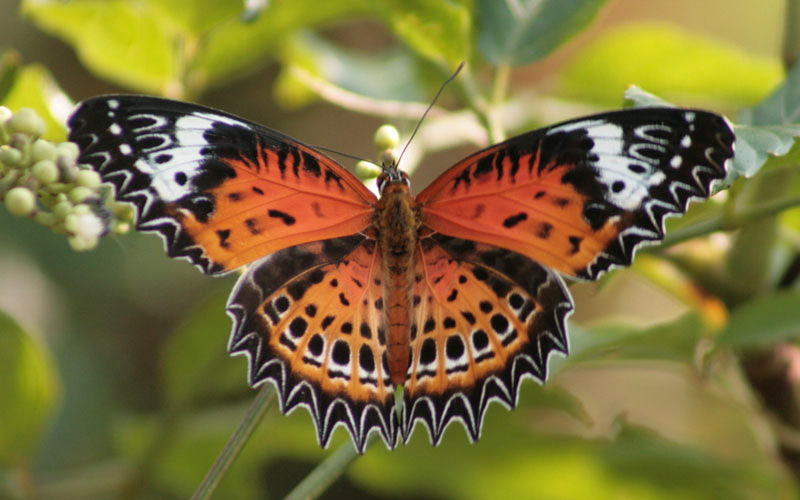